# Chas Chandler
Bryan "Chas" Chandler (Newcastle upon Tyne, 18 december 1938 – aldaar, 17 juli 1996) was een Engelse muzikant, producer en manager van meerdere groepen en solisten.

## Levensloop
Chandler begon zijn muzikale carrière als bassist in een trio waarin ook toetsenist Alan Price speelde. Nadat zanger Eric Burdon zich bij deze groep had gevoegd, werd de naam The Animals gekozen. The Animals kenden vanaf 1964 veel succes met hun op Amerikaanse leest geschoeide rhythm-and-blues. Ook na de eerste grote hit The House of the Rising Sun zou de band talrijke hitnoteringen hebben. Het herkenbare en solide basgeluid van Chandler zorgde, samen met de drums van John Steel, voor een stevig fundament waarop de andere drie Animals (Burdon, Price en gitarist Hilton Valentine) konden bouwen. Chandler speelde vrijwel exclusief op de semi-hollowbody Epiphone Rivoli, en de technisch identieke Gibson EB-2.
Met The Beatles en The Rolling Stones behoren The Animals tot de succesvolste groepen van de jaren 60. Dat succes duurde echter niet lang. In 1966 gingen de leden ieder hun eigen weg.
Chandler besloot het podium vaarwel te zeggen. Hij wierp zich op als manager van het jonge Amerikaanse gitaartalent Jimi Hendrix en selecteerde bassist Noel Redding en drummer Mitch Mitchell om samen met de gitarist de supergroep The Jimi Hendrix Experience te vormen. Chas Chandler produceerde de eerste twee albums van deze nieuwe band. Daarna was hij gedurende twaalf jaar de manager/producer van de populaire band Slade. Daarnaast was hij actief als eigenaar van de IBC Studio's en lanceerde hij het platenlabel Barn Records.
In 1977 dook hij, samen met zijn vier oud-collega's Burdon, Price, Valentine en Steel, zijn eigen studio in. Dat leidde tot het album Before we were so rudely interrupted. Het was alsof de tijd sinds 1966 had stilgestaan, met dat verschil dat The Animals er geen groot succes mee boekten. Ook het album Ark (1983), waarop, naar de smaak van de jaren '80, veel synthesizers werden gebruikt, werd geen enorme hit. Wél ging Chandler opnieuw op tournee met de band. Opnamen daarvan verschenen in 1984 als Greatest hits live.
Daarna trad hij nog incidenteel op als solist en met gastmuzikanten. Zijn laatste optreden was op 16 juli 1996 in Newcastle. Chas Chandler overleed de volgende dag aan de gevolgen van een hartaanval.

## Erkenning
In 1994 kregen The Animals een plaats in de Rock and Roll Hall of Fame. Alle vijf oorspronkelijke leden waren aanwezig bij de plechtigheid. In mei 2001 mochten The Animals hun handafdrukken achterlaten op Hollywood’s Rock Walk of Fame. Daar waren Hilton Valentine, Eric Burdon, John Steel en Dave Rowberry (in 1965 de opvolger van Alan Price) aanwezig. De Rock Walk of Fame is een stuk trottoir langs Sunset Boulevard, waar veel rocksterren hun handafdruk in het beton hebben gezet. Tussen de afdrukken van de vier is daar een kleine gedenkplaat aangebracht voor Chas Chandler.